# Marek Edelman

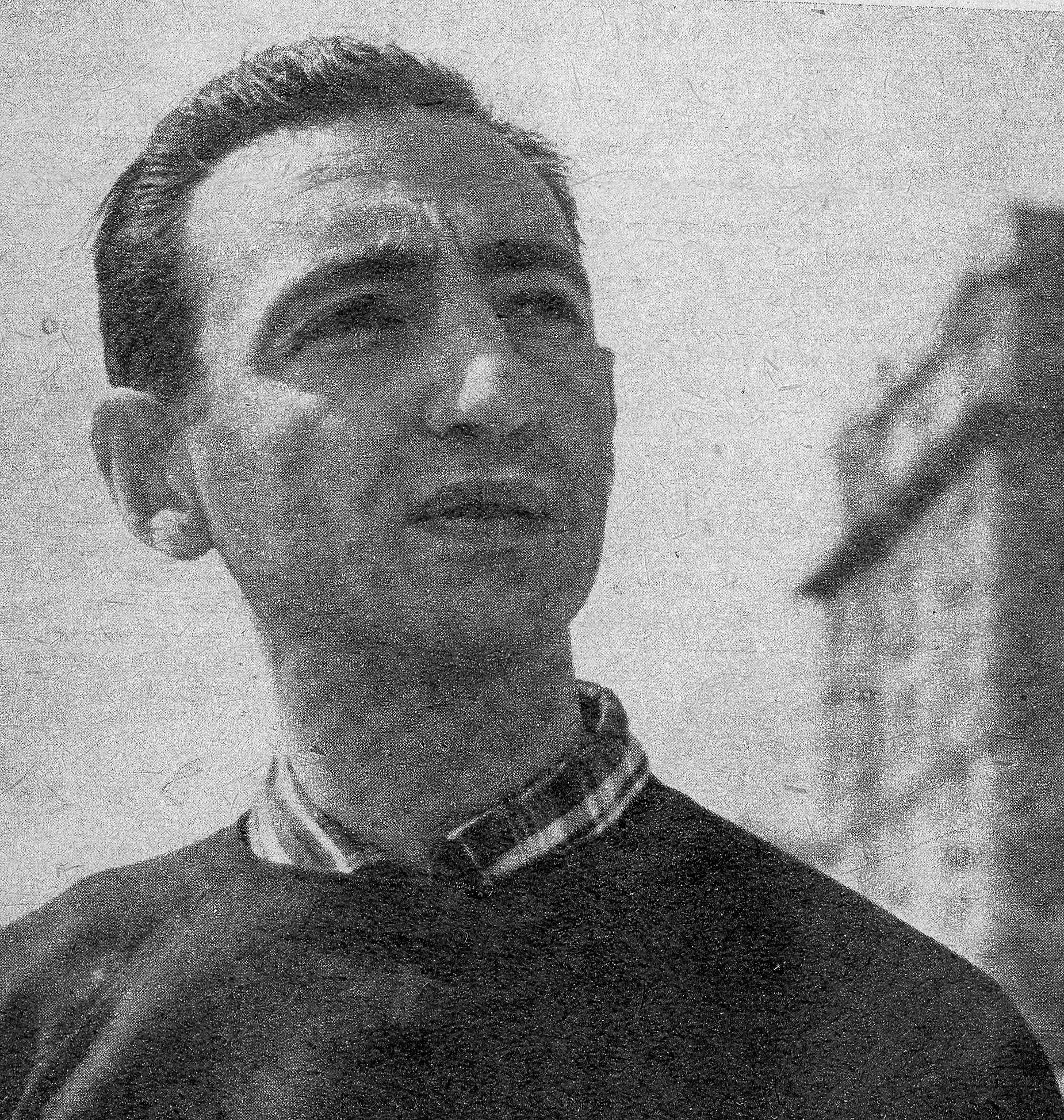
Marek Edelman na Muranowie w 1960

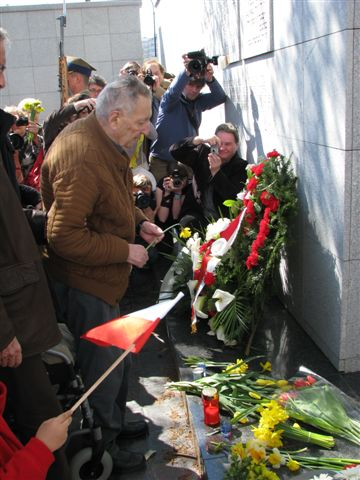
Marek Edelman pod Pomnikiem Umschlagplatz podczas obchodów 66. rocznicy powstania w getcie warszawskim

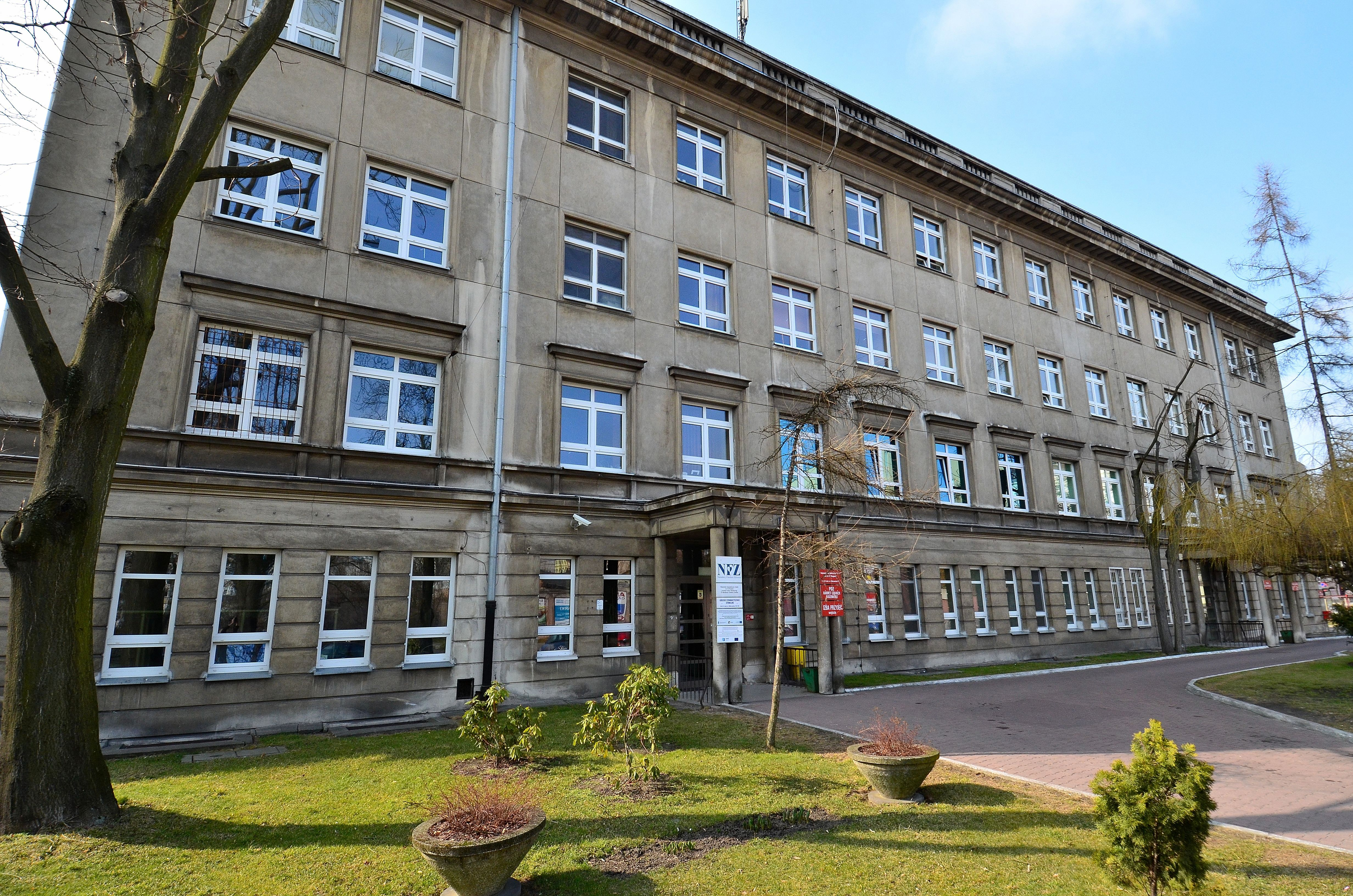
Wojewódzki Specjalistyczny Szpital im. Mikołaja Pirogowa w Łodzi, w którym przez ponad 30 lat pracował Marek Edelman

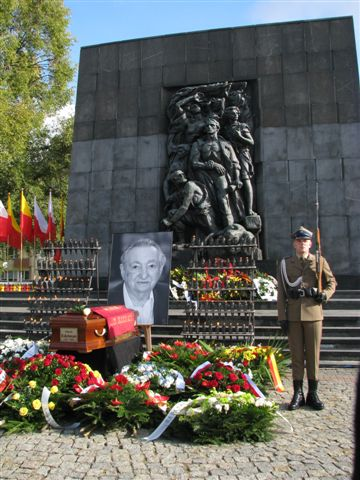
Uroczystości pogrzebowe Marka Edelmana pod Pomnikiem Bohaterów Getta (9 października 2009)

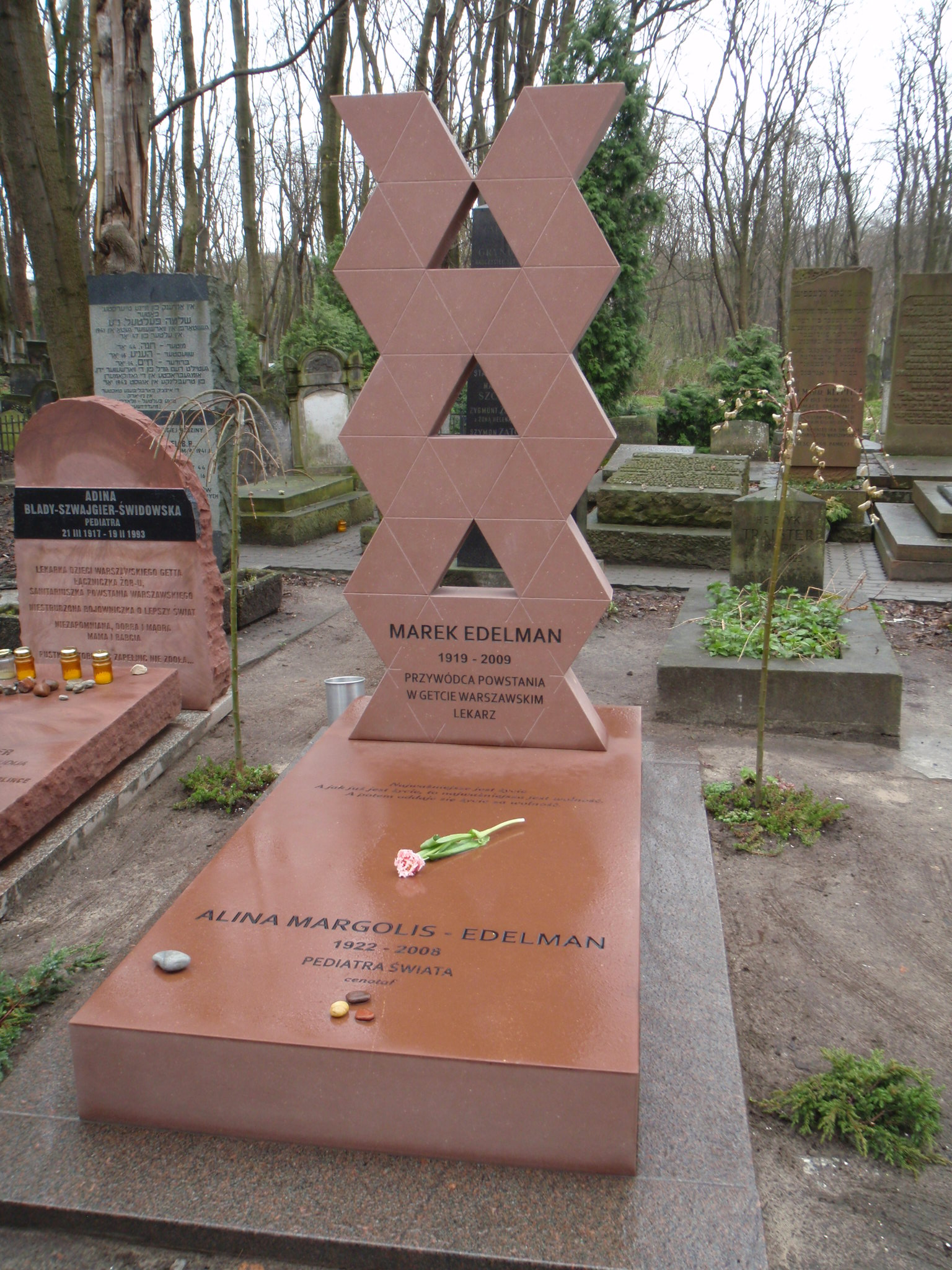
Grób Marka Edelmana na cmentarzu żydowskim przy ulicy Okopowej w Warszawie

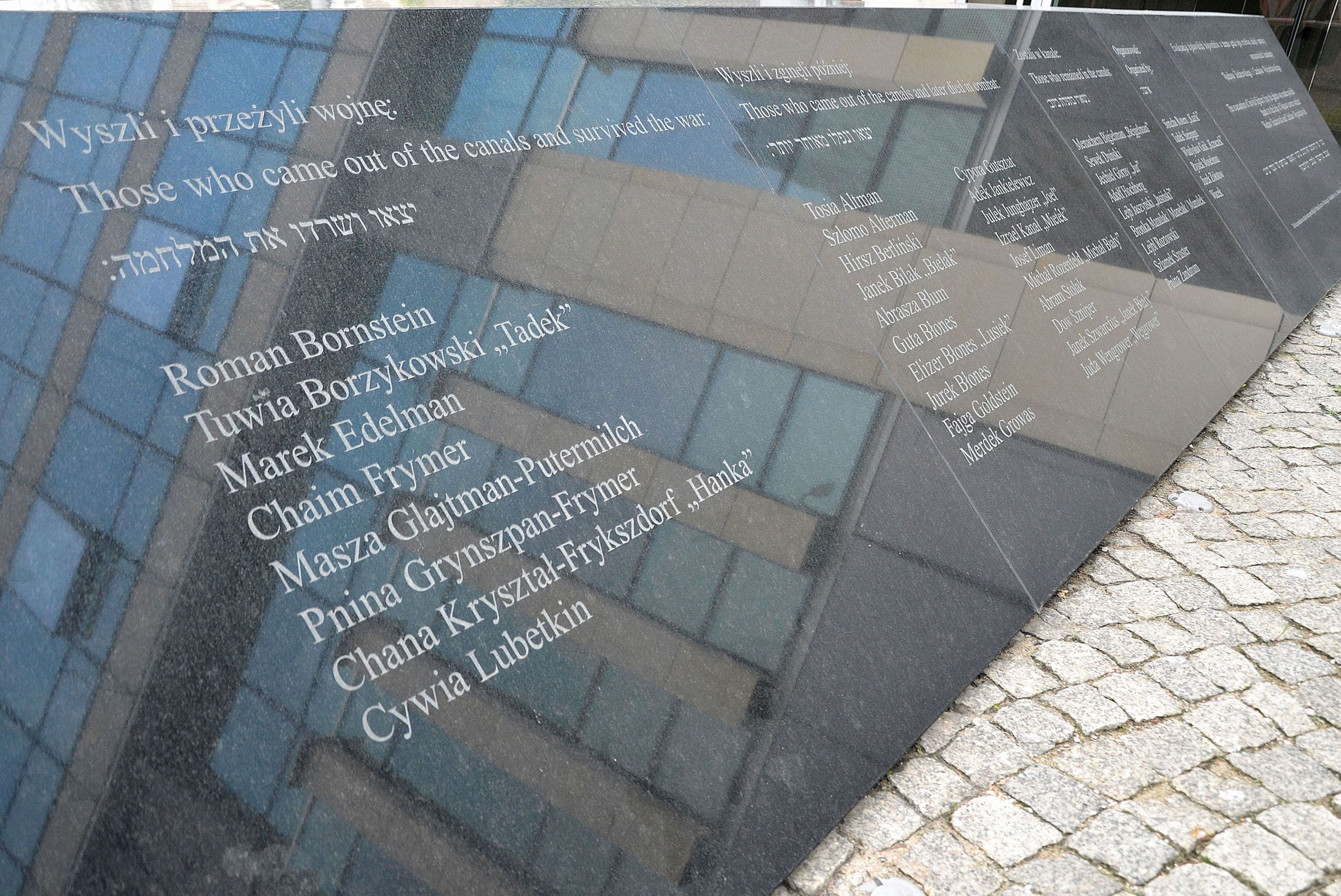
Nazwisko Marka Edelmana na tablicy pamiątkowej przy pomniku Ewakuacji Bojowników Getta Warszawskiego

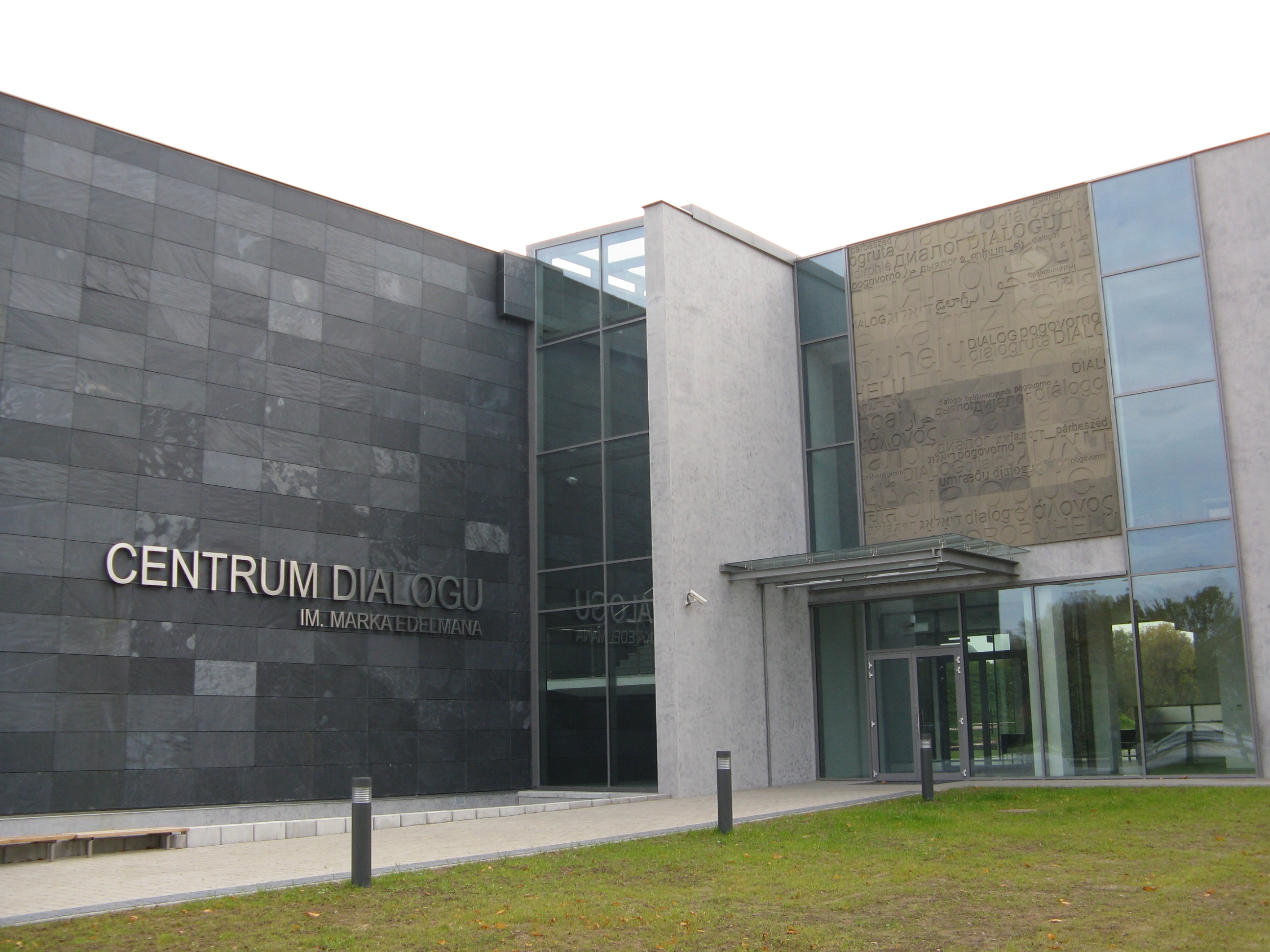
Centrum Dialogu im. Marka Edelmana w Łodzi

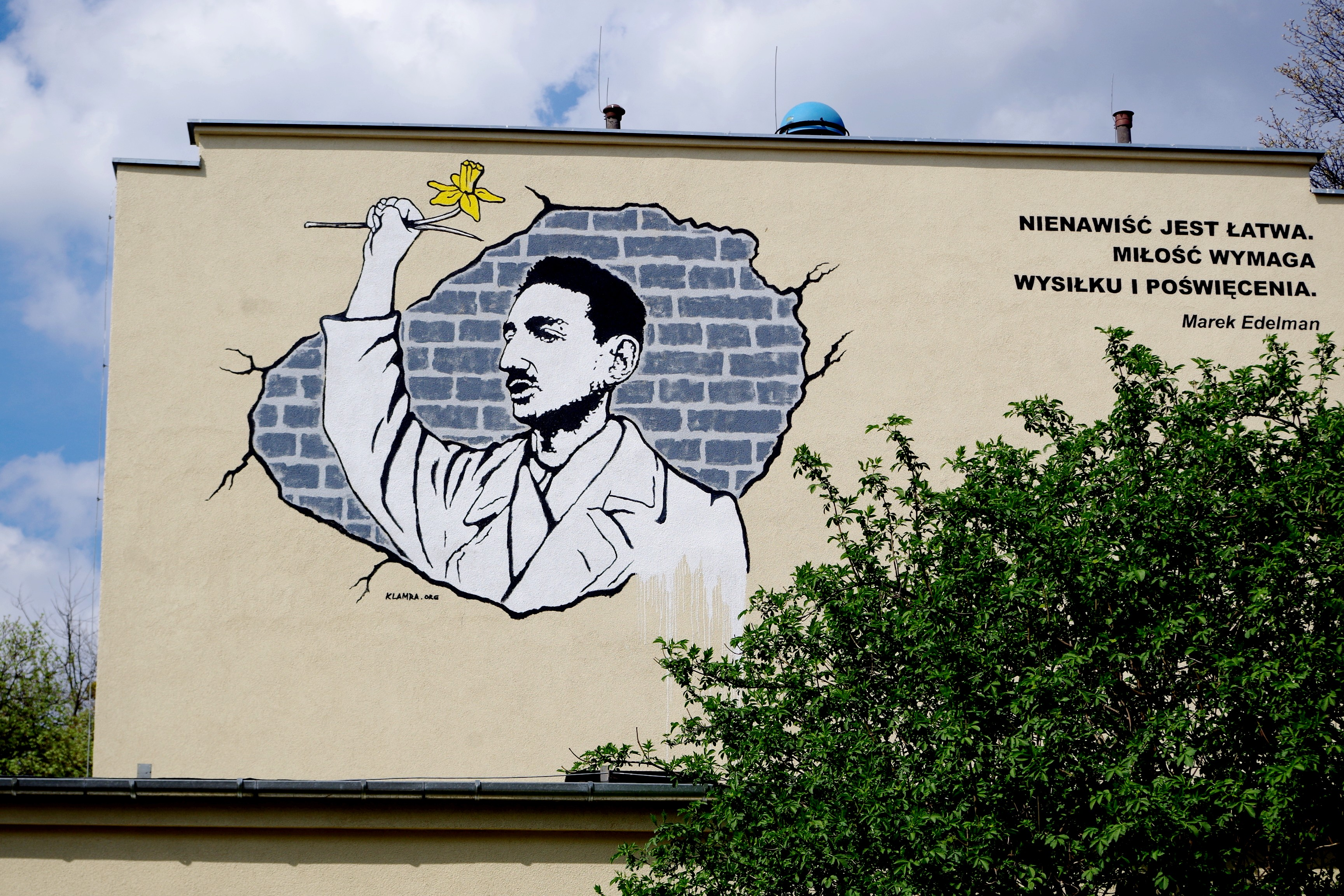
Mural Dariusza Paczkowskiego upamiętniający Marka Edelmana, powstały w ramach obchodów 73. rocznicy powstania w getcie warszawskim na budynku przy ul. Karmelickiej 26 na warszawskim Muranowie

Marek Edelman, ps. „Marek” (jid. מאַרעק עדעלמאַן; data i miejsce urodzin niepewne, przyjęto 1 stycznia 1922 w Warszawie lub 1 stycznia 1919 w Homlu, zm. 2 października 2009 w Warszawie) – polski polityk i działacz społeczny pochodzenia żydowskiego, lekarz kardiolog, jeden z przywódców powstania w getcie warszawskim. Doktor nauk medycznych (1962). Kawaler Orderu Orła Białego.

## Życiorys

### Młodość
Jego rodzice mieszkali w Homlu, później rodzina przeprowadziła się do Warszawy (po II wojnie światowej podawał jako miejsce swoich urodzin Warszawę w celu uniknięcia repatriacji do Związku Radzieckiego). Rodzice Edelmana byli zaangażowani w działalność polityczną. Matka, Cecylia Edelman z domu Percowska, działała w kobiecym odłamie Bundu (Jidisze Arbeter Froj). Ojciec, Natan Feliks, związany był z socjalistycznymi rewolucjonistami rosyjskimi (tzw. eserowcami).
Należał do Socjalistiszer Kinder-Farband, organizacji dziecięcej działającej przy Bundzie. Po śmierci matki w 1934 sam zarabiał na swoje utrzymanie. Otoczony był też nieformalną opieką działaczek Bundu (Soni Nowogródzkiej i Estery Iwińskiej). Od 1939 członek Socjalistycznego Związku Młodzieży Przyszłość, następnie Powszechnego Żydowskiego Związku Robotniczego (Bundu). O swojej edukacji powiedział: zawsze uczyłem się źle i zawsze mnie z tych szkół wyrzucano. W ostatniej, maturalnej klasie miałem osiem czy dziesięć niedostatecznych. Mimo to, wiosną 1939 udało mu się uzyskać maturę.

### II wojna światowa
Po agresji Niemiec na Polskę razem z przyjaciółką wyjechał z Warszawy. Po powrocie do miasta jesienią 1939 zatrudnił się jako goniec w Szpitalu Bersohnów i Baumanów, gdzie kiedyś pracowała jego matka. Ponownie zaangażował się w działalność w Bundzie. W listopadzie 1940 rejon miasta, w którym mieszkał (okolice więzienia Pawiak), znalazł się w warszawskim getcie. Przez pewien czas posiadał przepustkę uprawniającą do opuszczania getta, niezbędną do dostarczania kart chorobowych i próbek krwi do Urzędu Higieny na ul. Nowogrodzką, a później ul. Spokojną. W szpitalu pomagał także w przeprowadzaniu sekcji zwłok dzieci zmarłych na tyfus.
W 1942 był wśród założycieli Żydowskiej Organizacji Bojowej. Uczestniczył w powstaniu w getcie warszawskim dowodząc powstańcami na terenie tzw. szopu szczotkarzy w rejonie ulic: Świętojerskiej, Wałowej i Franciszkańskiej. Po śmierci Mordechaja Anielewicza 8 maja 1943 został ostatnim przywódcą bojowników ŻOB podczas walk w getcie. Dwa dni później wraz z grupą żydowskich bojowców przedostał się kanałami na ulicę Prostą.
Uczestniczył w powstaniu warszawskim w szeregach Armii Ludowej na Starym Mieście, a następnie, po ewakuacji kanałami, na Żoliborzu. W AL posiadał stopień podporucznika i pełnił funkcję zastępcy dowódcy plutonu. Po upadku powstania ukrywał się wraz grupą kolegów (m.in. Icchakiem Cukiermanem, Cywią Lubetkin, Teodozją Goliborską, Zygmuntem Warmanem, i Salem Fiszgrundem) przy ul. Promyka 43. Z uwagi na rosnące niebezpieczeństwo odkrycia przez Niemców budujących umocnienia w bezpośrednim sąsiedztwie kryjówki i wyczerpywanie się zapasów żywności, 15 listopada 1944 zostali oni ewakuowani przez ekipę zorganizowaną przez personel szpitala Polskiego Czerwonego Krzyża z Boernerowa. Osłabiony Edelman został przetransportowany na noszach. Żydowscy powstańcy zostali wyprowadzeni poza Warszawę, umieszczeni w szpitalu i zaopatrzeni w fałszywe dokumenty.

### Życie i działalność w PRL
Po wojnie nie wyjechał z Polski. W 1946 na stałe zamieszkał w Łodzi. Działał w reaktywowanym Bundzie. W 1948 sprzeciwiał się decyzji o samolikwidacji tej partii.
W 1951 został absolwentem Akademii Medycznej w Łodzi, specjalizował się następnie w zakresie kardiologii. W latach 1951–1966 pracował w Klinice Chorób Wewnętrznych tejże uczelni. W tym okresie był współpracownikiem prof. Jana Molla, pioniera leczenia zawałów serca w Polsce, z którym opracował metodę przeprowadzania operacji kardiologicznych w stanie rozległego zawału. Pracę Edelman stracił niespodziewanie, gdy w szpitalu pojawił się nowy dyrektor. Został zatrudniony w łódzkim szpitalu wojskowym, ale wkrótce, w marcu 1968 r. znów został zwolniony, w wyniku trwającej wówczas nagonki antysemickiej. Wywołało to szerokie poruszenie w kraju i za granicą. Finalnym miejscem jego zatrudnienia został Wojewódzki Specjalistyczny Szpital im. Mikołaja Pirogowa w Łodzi, co zawdzięczał interwencji ówczesnego premiera, Józefa Cyrankiewicza. W 1972 r. został tam ordynatorem oddziału intensywnej terapii.
W 1962 uzyskał na Uniwersytecie Łódzkim stopień doktora nauk medycznych na podstawie pracy pt. „Pochodne hormonów kory nadnerczy w leczeniu ciężkich postaci niewydolności krążenia”. W 1968 r. z przyczyn politycznych odrzucona została jego rozprawa habilitacyjna, pt. „O niektórych mechanizmach obrzęku płuc”, pomimo że została pozytywnie oceniona przez recenzentów.
31 stycznia 1976 został sygnatariuszem Listu 101 do Sejmu PRL przeciwko planowanym zmianom w Konstytucji. Od 1976 współpracował z Komitetem Obrony Robotników, następnie z KSS KOR. W październiku 1979 sprawował opiekę medyczną nad uczestnikami głodówki w kościele Świętego Krzyża w Warszawie, podjętej na znak solidarności z aresztowanymi działaczami czechosłowackiej Karty 77. 23 sierpnia 1980 roku dołączył do apelu 64 uczonych, pisarzy i publicystów do władz komunistycznych o podjęcie dialogu ze strajkującymi robotnikami. Od jesieni 1980 był członkiem Niezależnego Samorządnego Związku Zawodowego „Solidarność”. Został delegatem na I WZD Regionu Ziemia Łódzka oraz delegatem na I KZD. W 1981 wszedł w skład Społecznego Komitetu Budowy Pomnika Powstania Warszawskiego.
13 grudnia 1981, po wprowadzeniu stanu wojennego, został internowany w ośrodku odosobnienia w Łęczycy. Na skutek licznych interwencji (m.in. Jana Józefa Szczepańskiego, prezesa Związku Literatów Polskich i Aleksandra Gieysztora, prezesa PAN) już 16 grudnia tego samego roku odzyskał wolność. Nawiązał następnie kontakty z redakcją podziemnego „Tygodnika Mazowsze”. W 1983 odmówił wejścia w skład Honorowego Komitetu Obchodów 40. rocznicy Powstania w Getcie Warszawskim, natomiast Służba Bezpieczeństwa uniemożliwiła mu udział w obchodach niezależnych. Wówczas jego list pod pomnikiem Bohaterów Getta odczytał Roman Zimand. W 1984, wraz z Jerzym Dłużniewskim, został członkiem podziemnej Regionalnej Komisji Wykonawczej Ziemia Łódzka. W drugim obiegu ukazywały się wznowienia jego książki z 1945 pt. Getto walczy. Udział Bundu w obronie getta warszawskiego. W 1985 podpisał list (wraz z Władysławem Bartoszewskim, Janem Józefem Lipskim i Tadeuszem Mazowieckim) przeciw uniemożliwieniu Sewerynowi Blumsztajnowi powrotu do Polski.
Od 18 grudnia 1988 członek Komitetu Obywatelskiego przy Przewodniczącym NSZZ „Solidarność” Lechu Wałęsie, gdzie kierował komisją współpracy z mniejszościami narodowymi. W 1989 uczestniczył w obradach Okrągłego Stołu w podzespole ds. służby zdrowia. W kwietniu 1989 był przewodniczącym Wojewódzkiego Komitetu Obywatelskiego w Łodzi, organizującego kampanię wyborczą przed nadchodzącymi wyborami parlamentarnymi.

### Działalność w III RP
W 1990 był jednym z założycieli Ruchu Obywatelskiego Akcja Demokratyczna. Następnie działał w Unii Demokratycznej, Unii Wolności (był m.in. członkiem rady politycznej partii) oraz Partii Demokratycznej. W wyborach parlamentarnych w 1991 bezskutecznie ubiegał się o mandat senatora w okręgu warszawskim. W 1993 był uczestnikiem konwoju z pomocą humanitarną do Sarajewa. W 1999 wystosował apel o rozpoczęcie interwencji NATO w Kosowie. W 1999 był wraz z Jackiem Kuroniem współautorem listu otwartego do prezydenta Czech Václava Havla przeciw budowie płotu w Uściu nad Łabą, mającego odgrodzić czeskich mieszkańców od domów zamieszkałych przez Romów. W 2003 zdecydowanie poparł wojnę koalicji międzynarodowej z Irakiem. Jednocześnie występował w obronie prześladowanych przez władze izraelskie Palestyńczyków. Był członkiem Komitetu Budowy Muzeum Historii Żydów Polskich. Przez ostatnie dwa lata życia mieszkał w Warszawie u Pauli Sawickiej, swojej przyjaciółki.
Zmarł 2 października 2009 z powodu niewydolności oddechowej. Został pochowany 9 października na cmentarzu żydowskim przy ulicy Okopowej (kwatera 12). W pogrzebie uczestniczyło około 2 tysięcy osób. Mowę nad grobem wygłosił Jacek Bocheński. Wcześniej przed pomnikiem Bohaterów Getta przemawiali także: Tadeusz Mazowiecki, Adam Michnik i Aleksander Smolar. Na uroczystości obecni byli również m.in. prezydent RP Lech Kaczyński, sekretarz stanu w Kancelarii Prezydenta RP Ewa Junczyk-Ziomecka, naczelny rabin Polski Michael Schudrich, były ambasador Izraela w Polsce Szewach Weiss, przewodniczy warszawskiej gminy żydowskiej Piotr Kadlczik, były minister spraw zagranicznych Izraela Mosze Arens, marszałek Senatu Bogdan Borusewicz, były prezydent RP Lech Wałęsa, prezydent m.st. Warszawy Hanna Gronkiewicz-Waltz, a także reżyserka Agnieszka Holland, Symcha Rotem i Konstanty Gebert.

## Poglądy
Przez całe życie deklarował się jako antysyjonista. Krytykował wielokrotnie politykę Izraela.
Już w młodości zdeklarował się jako ateista i nie zmienił zdania w tej sprawie ani w okresie wojny, ani później. W kwestii nieistnienia Boga argumentował: Bóg w ogóle nie istniał w getcie, bo gdzie On był? Jeżeli Bóg każe zabijać ludzi, to nie ma Boga. Co to miało z Bogiem wspólnego? Sprawa Boga w bandytyzmie hitlerowskim nie istniała.

## Życie prywatne
Z małżeństwa z Aliną Margolis (1922–2008) miał dwoje dzieci: syna Aleksandra (ur. 1951) i córkę Annę (ur. 1956). Nałogowo palił papierosy.

## Publikacje
Publikacje medyczne
- Ostra nerczyca z bezmoczem w poronieniach zakażonych (1954, współautor: Włodzimierz Musiał)[48]
- Zawał serca: z doświadczeń Oddziału Intensywnej Terapii Szpitala im. Dr M. Pirogowa w Łodzi (Komitet Redakcyjny Posiedzeń Naukowych Oddziału Kardiologii i Reanimacji, Łódź 1975, wyd. II uzupełnione: 1979)[49]

Książki o getcie
- Getto walczy. Udział Bundu w obronie getta warszawskiego (Wydawnictwo CK Bund, Łódź 1945; wydanie emigracyjne: Getto walczy. W czterdziestą rocznicę. Agonia, walka i śmierć warszawskiego getta. Polska Fundacja Kulturalna Londyn 1983 ISBN 0-85065-123-9, Getto walczy. Udział Bundu w obronie getta warszawskiego w: „Zeszyty Historyczne” Paryż 1983 nr 65, przedruki w drugim obiegu: Wydawnictwo CDN, Warszawa 1983; Łódzki Zespół Oświaty Niezależnej; Wydawnictwo „Solidarność Walcząca” Łódź 1986; wydania późniejsze: Interpress, Warszawa 1988; Wydawnictwo Profil, Wrocław; Łódzka Księgarnia Niezależna, Łódź 1991)[50]
- I była miłość w getcie (spisała Paula Sawicka; Świat Książki 2009, ISBN 978-83-247-1416-2)
- Nieznane zapiski o getcie warszawskim (Wydawnictwo Fundacja Zeszytów Literackich, 2017, ISBN 978-83-64091-91-9)[51]

oraz ok. 40 artykułów naukowych.
Jego dzieje spisała Hanna Krall w wywiadzie pt. Zdążyć przed Panem Bogiem (wyd. I: Wydawnictwo Literackie, 1977). Powstały także jego biografie:
- Rudi Assuntino, Wlodek Goldkorn: Strażnik. Marek Edelman opowiada (Znak, 1999, ISBN 83-7006-919-3; 2006, ISBN 83-240-0647-8)
- Witold Bereś, Krzysztof Burnetko, Marek Edelman. Życie. Po prostu (Świat Książki, 2008, ISBN 978-83-247-0892-5)
- Witold Bereś, Krzysztof Burnetko, Marek Edelman: Bóg śpi (Świat Książki, 2010, ISBN 978-83-247-1719-4)

## Nagrody i wyróżnienia
- Postanowieniem prezydenta RP Bolesława Bieruta z 19 kwietnia 1948 na wniosek Zarządu Głównego Związku Uczestników Walki Zbrojnej o Niepodległość i Demokrację został odznaczony Orderem Krzyża Grunwaldu III klasy „za zasługi położone w walce zbrojnej z okupantem hitlerowskim”[53].
- W kwietniu 1989 Edelman odebrał tytuł doktora honoris causa Uniwersytetu Yale[54][55]
- W kwietniu 1998 prezydent RP Aleksander Kwaśniewski wyróżnił Marka Edelmana najwyższym polskim odznaczeniem, Orderem Orła Białego.
- W październiku 2007 otrzymał tytuł doktora honoris causa Uniwersytetu Medycznego w Łodzi[56].
- W kwietniu 2008 prezydent Francji Nicolas Sarkozy odznaczył go Krzyżem Komandorskim Legii Honorowej[57].
- W 2000 otrzymał Nagrodę Historyczną „Polityki” w dziale pamiętników, wspomnień i relacji za książkę Strażnik[58].
- W 2008 otrzymał Nagrodę Specjalną Zarządu Konfederacji Lewiatan[59]
- W czerwcu 2009 otrzymał tytuł doktora honoris causa Uniwersytetu Jagiellońskiego[60] w Krakowie (uroczystość odbyła się w budynku Uniwersytetu Warszawskiego)[61].

## Upamiętnienie
- 3 października 2011 w Muzeum Miasta Łodzi otwarto Gabinet Marka Edelmana, dwie sale muzealne poświęcone Markowi Edelmanowi; pierwsza sala jest odwzorowaniem łódzkiego mieszkania Marka i Aliny Edelmanów, drugą wypełnia zbiór fotografii rodzinnych[62][63][64];
- Nazwisko Marka Edelmana widnieje na tablicy pamiątkowej umieszczonej przy pomniku Ewakuacji Bojowników Getta Warszawskiego przy ul. Prostej 51 w Warszawie.
- 5 czerwca 2014 w Ogrodzie Sprawiedliwych w Warszawie odsłonięto kamień upamiętniający jego osobę i posadzono drzewo pamięci;
- Marka Edelmana upamiętniał mural przy ul. Nowolipki 9b wykonany przez Dariusza Paczkowskiego, odsłonięty w kwietniu 2013 w ramach obchodów 70. rocznicy powstania w getcie warszawskim[65]. W październiku 2014 mural został zamalowany[66]. Został odtworzony w kwietniu 2016 przy ul. Karmelickiej 26[67][68];
- W sierpniu 2017 Rada m.st. Warszawy nadała imię Marka Edelmana skwerowi znajdującemu się pomiędzy ulicami: gen. Władysława Andersa i Wałową (na wysokości ul. Franciszkańskiej)[69];
- W 2019 Rada m.st. Warszawy ustanowiła Nagrodę Edukacyjną im. Marka Edelmana[70];
- W 2022 roku Poczta Polska wyemitowała znaczek pocztowy z wizerunkiem Marka Edelmana według projektu Jarosława Ochendzana (numer katalogowy: 5190), wydrukowano 3 000 000 sztuk, w technice rotograwiury, na papierze fluorescencyjnym[71][72].

## W kulturze masowej
- Obszerne fragmenty rozmowy Marka Edelmana z Symchą Ratajzerem z 1997 znalazły się w filmie dokumentalnym Agnieszki Arnold Rotem (2013)[73].
- W 2016 roku piosenka Edelman znalazła się na płycie Raj zespołu Leniwiec[74].